# Saint-Maurice (Val-de-Marne)
Saint-Maurice és un municipi francès, situat al departament de la Val-de-Marne i a la regió de l'Illa de França.
Forma part del cantó de Charenton-le-Pont i del districte de Créteil. I des del 2016, de la divisió Paris-Est-Marne et Bois de la Metròpoli del Gran París.
Vila natal d'Eugène Delacroix i darrer refugi del Marquès de Sade, els vestigis galo-romans trobats permeten datar-ne l'ocupació humana cap al segle xi, amb tota seguretat a l'Alta Edat Mitjana.
El període feudal veié l'aparició dels feus i, al segle xiv, n'aparegueren tres: els senyoriu de Charenton-Saint-Maurice, el feu de la Chaussée i el feu de la Rivière. Aquests determinen el territori de la parròquia que s'estén des del barri del pont, a Saint-Maur, i que engloba Saint-Mandé.
L'edificació el 1606 d'un primer temple protestant revifa les passions de les guerres de religió. El 1621, el temple és destruït per un incendi i reconstruït pel cèlebre arquitecte Salomon de Brosse. La revocació de l'Edicte de Nantes, el 1685, en provoca la destrucció sense remei. Les Nouvelles Catholiques i després les Bénédictines de la Vall d'Osne s'hi instal·len damunt les seves restes.
En 1645, els Frares de la Caritat creen una Casa de Salut que acull els bojos i els "polissons". Així, el marquès de Sade hi serà ingressat el 1789 i hi morirà el 1814.
La construcció de l'Hospital del Convalescents, el 1857, acaba amb el caràcter religiós dels hospitals i n'inicia la seva explotació industrial.
El 1842, la comuna canvia de nom, i de Charenton-Saint-Maurice passa a dir-se Saint-Maurice, simplement. En 1868 se n'edifiquen l'ajuntament i la primera escola.
Als anys cinquanta del segle xx, el cobriment del canal de Saint-Maurice per construir-hi una via ràpida significa la reducció dràstica dels espais de passeig de què gaudien els vilatans. Als anys setanta del mateix segle es produeix la renovació urbana destinada a revitalitzar la població, amb la creació d'equipaments.
L'Església Saint-Maurice Comunal: Un patrimoni salvat
L'Església Comunal de Sant Maurici va ser inaugurada el 26 de setembre durant la fira local. El bisbe de Créteil va dedicar l'edifici i l'altar on van ser segellades les relíquies dels màrtirs de Tebes.
L'església consta d'una nau de tres trams, dos capelles que formen un fals creuer i un cor, cobertes amb voltes de fusta, amb una torre petita. A l'interior, la pila baptismal de pedra data d'aquesta reconstrucció o potser fins i tot de l'església anterior. L'estat interior de l'església és molt deteriorat i necessita una renovació completa, terres, parets, la millora de la instal·lació elèctrica, calefacció... L'Església permetrà, més enllà de les activitats de culte, també ofereir música en viu en un barri que mai n'ha tingut.
Situada a la cantonada de Maurice Gredat i Rue du Marechal Leclerc, l'Església de Saint-Maurice data de mitjans del segle xi. No obstant això, alguns historiadors tenen raons per localitzar-ne l'origen cinc o sis segles abans. Però durant l'Edat Mitjana, aquesta església va ser una capella dedicada a Saint-Maurice, i encara brillava en el territori actual de Charenton-le-Pont.
Una església animada per les fires de la vila, és el 1274 que l'església de Saint-Maurice és nomenada com a dependència de la colegiata de Saint-Marcel de París, un dels santuaris més antics de la capital, del qual dependrà fins a la Revolució. Durant la celebració de la festa del poble, el dia de Sant Maurici, a la plaça pública davant l'actual església, va ser inaugurada.
Reconstruïda entre 1696 i 1703
A finals del segle xvii, perquè, segons es descriu en un informe el 1695 trobat per Peter Gillon, historiador de Sant Maur, es descriu el seu estat de conservació com a "apocalíptic": "El santuari, amb el seu absis cul-de-quatre, està completament en ruïnes i abandonat, el sostre es va ensorrar, sense cobertura, les fustes de construcció es va ensorrar en grans trossos en totes les direccions, fins i tot l'expert en recomana la demolició". El sacerdot Cassagne, amb l'ajuda de l'arquebisbe, el seu veí del castell de Conflans, i els seus feligresos la van reconstruir entre 1696 i 1703.
Execució de la llei de Separació: L'església esdevé comunal el 9 de desembre de 1905; el diputat socialista Aristide Briand va aprovar la llei sobre la separació d'església i estat. L'església de Saint-Maurice es va convertir en comunal.
Una renovació exterior empresa per l'Ajuntament el 2001 i 2002: El 2001, l'exterior (la façana i la teulada) i la plaça al voltant de l'església local de Saint-Maurice han estat reformats. Les 13 finestres, igualment, van ser reparades per un mestre vidrier. Aquest projecte va ser finançat al 35% pel Consell Regional de Ile-de-France, en el marc d'un contracte regional signat el 1997.

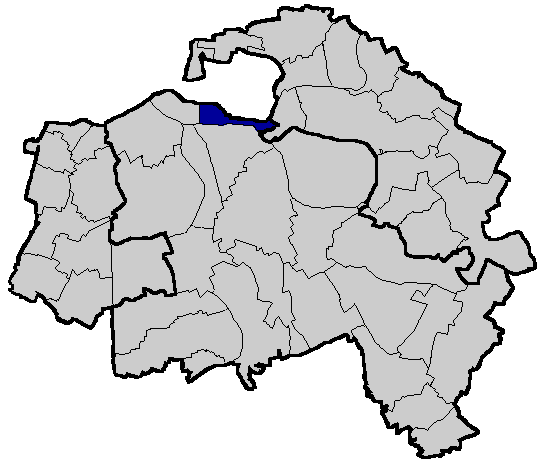
Localització de Saint-Maurice a la Val-de-Marne